# Старобачати
Старобача́ти (рос. Старобачаты) — селище у складі Біловського округу Кемеровської області, Росія.

## Населення
Населення — 4382 особи (2010; 4725 у 2002).